# アウグステ・ファン・ペルス
アウグステ・ファン・ペルス（Auguste van Pels、旧姓レトゲン）は、第二次世界大戦中のナチス・ドイツによるユダヤ人迫害の犠牲者の一人である。彼女は「アンネの日記」に登場する人物の一人として知られ、アンネ・フランク一家と共に「秘密の隠れ家」で潜伏生活を送った。日記の中では「ペトロネラ・ファン・ダーン」という偽名で記述された。

## 生涯
アウグステ・ファン・ペルスは1900年9月29日、ドイツのオスナブリュック近郊のブーアーで誕生した。父はレオ・レトゲン、母はローザ・ローズノウである。彼女にはエルゼ（1897年生まれ）、ゲルトルード（1898年生まれ）、マルガレータ（1899年生まれ）、ロッテ（1908年生まれ）という兄弟姉妹がいた。
1925年12月25日、ヘルマン・ファン・ペルスと結婚し、1926年11月8日には一人息子のペーター・ファン・ペルスをもうけた。ファン・ペルス一家は1937年にオスナブリュックから逃れ、夫ヘルマンはオットー・フランクのビジネスパートナーとなった。

### 潜伏生活と逮捕
ユダヤ人迫害が激化する中、1942年7月13日、アウグステは夫ヘルマン、息子ペーターと共に、アムステルダムのプリンセンフラハト通り263番地にあるオットー・フランクの会社の事務所裏にある「秘密の隠れ家」へと潜伏した。アンネ・フランク一家とフリッツ・プフェファーも共に、約2年間この隠れ家で生活を送った。彼女は隠れ家での共同生活において、主に食事の準備を担当した。アンネ・フランクの日記には、彼女の性格や隠れ家での人間関係が描写されており、時としてアンネとの間に意見の相違があったことも記されているが、同時に彼女が整理整頓好きであることや、アンネが実母よりもアウグステに話しかけやすいと感じていた側面も伺える。
1944年8月4日、隠れ家はナチスの手入れを受け、潜伏者全員が逮捕された。アウグステはゲシュタポ本部を経てアムステルフェーン通り刑務所へ収容され、その後ヴェステルボルク通過収容所、そしてアウシュヴィッツ強制収容所へと移送された。

### 死去
アウシュヴィッツでは夫ヘルマンと引き離され、ヘルマンはアウシュヴィッツでガス室により殺害された。息子ペーターはマウトハウゼン強制収容所で死亡した。アウグステ自身はアウシュヴィッツからベルゲン・ベルゼン強制収容所へと移送され、そこで一時的にアンネ・フランク、マルゴット・フランク姉妹と再会したとされる。その後、彼女は労働部隊に選ばれ、部隊の解散に伴い強制収容所間を転々と移動させられた。そして、1945年4月にテレージエンシュタット強制収容所（現在のチェコ共和国テレジーン）にて死去した。